# Wilhelm (Schaumburg-Lippe)

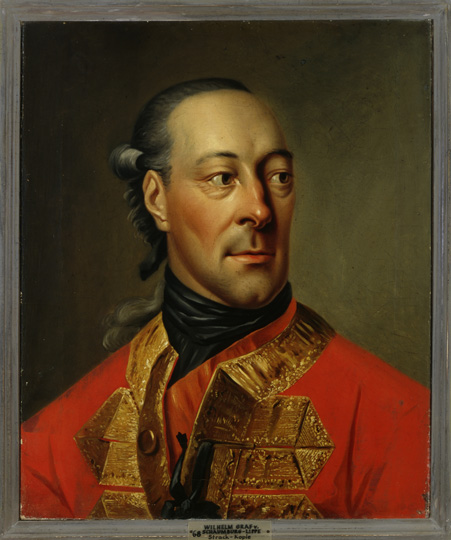
Gemälde des Grafen von Anton Wilhelm Strack nach Johann Georg Ziesenis d. J. 1782, Gleimhaus Halberstadt

Graf Wilhelm Friedrich Ernst zu Schaumburg-Lippe (* 9. Januar 1724 in London; † 10. September 1777 auf Haus Bergleben, Wölpinghausen) war ein bedeutender Militärtheoretiker, Heerführer im Siebenjährigen Krieg und als Inhaber der Grafschaft Schaumburg-Lippe Fürst des Heiligen Römischen Reichs.

## Leben

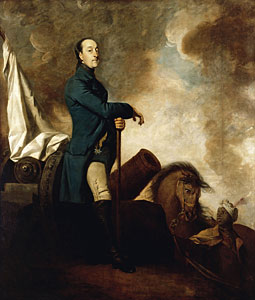
Joshua Reynolds: Wilhelm Graf zu Schaumburg-Lippe, Öl auf Leinwand, um 1764/1767

Wilhelm war der zweite Sohn des Grafen Albrecht Wolfgang und der Margarete Gertrud, geb. Gräfin von Oeynhausen, einer außerehelichen Tochter des hannoverschen Kurfürsten und britischen Königs Georg I. mit seiner Mätresse Melusine von der Schulenburg und Ziehtochter von deren Schwester Margarethe und ihrem Ehemann Raben Christoph von Oeynhausen.
Wilhelm wurde in London geboren, wo seine Großeltern, König Georg I. und Herzogin Melusine, eheähnlich zusammenlebten und Oeynhausen als Kammerherr wirkte. Er erhielt seine Schulausbildung in Genf, studierte dann in Leiden und Montpellier und trat danach in Großbritannien als Fähnrich in die königliche Leibgarde ein.
Nach dem Duelltod seines älteren Bruders, des Erbgrafen Georg (1722–1742), kehrte er als Erbe nach Bückeburg zurück. Er begleitete seinen Vater, der damals General in holländischen Diensten war, bei dem Feldzug gegen Frankreich, wo er sich in der Schlacht bei Dettingen 1743 auszeichnete, und nahm dann als Freiwilliger im  kaiserlichen Heer am Feldzug von 1745 in Italien teil. Nach dem Tod seines Vaters (1748) beerbte er diesen als Regent der Grafschaft Schaumburg-Lippe. Seine Politik wurde durch die konfliktträchtigen Beziehungen zur Landgrafschaft Hessen-Kassel geprägt, deren Herrscher auf die Gelegenheit wartete, die Grafschaft Schaumburg-Lippe zu annektieren. Wilhelms spätere Militärpolitik diente vor allem dazu, eine schnelle Annexion des Landes zu verhindern.
Um militärische Erfahrungen zu sammeln, begab er sich zuerst nach Berlin zu Friedrich dem Großen, wo er zum engeren Kreis um Voltaire gehörte. (Wilhelm sprach Französisch, Englisch, Lateinisch, Italienisch und Portugiesisch.) Später reiste er nach Italien und Ungarn. Beim Ausbruch des Siebenjährigen Kriegs stellte er der alliierten Armee ein eigenes Kontingent, wurde kur-braunschweig-lüneburgischer Generalfeldzeugmeister (Generalmajor) und erhielt für seine Kämpfe mehrfach Auszeichnungen. So wehrte die von ihm geführte Artillerie in der Schlacht bei Minden 1759 den Angriff des rechten Flügels der französischen Armee ab. 1759 erhielt er den Oberbefehl über die gesamte Artillerie der verbündeten Heere.

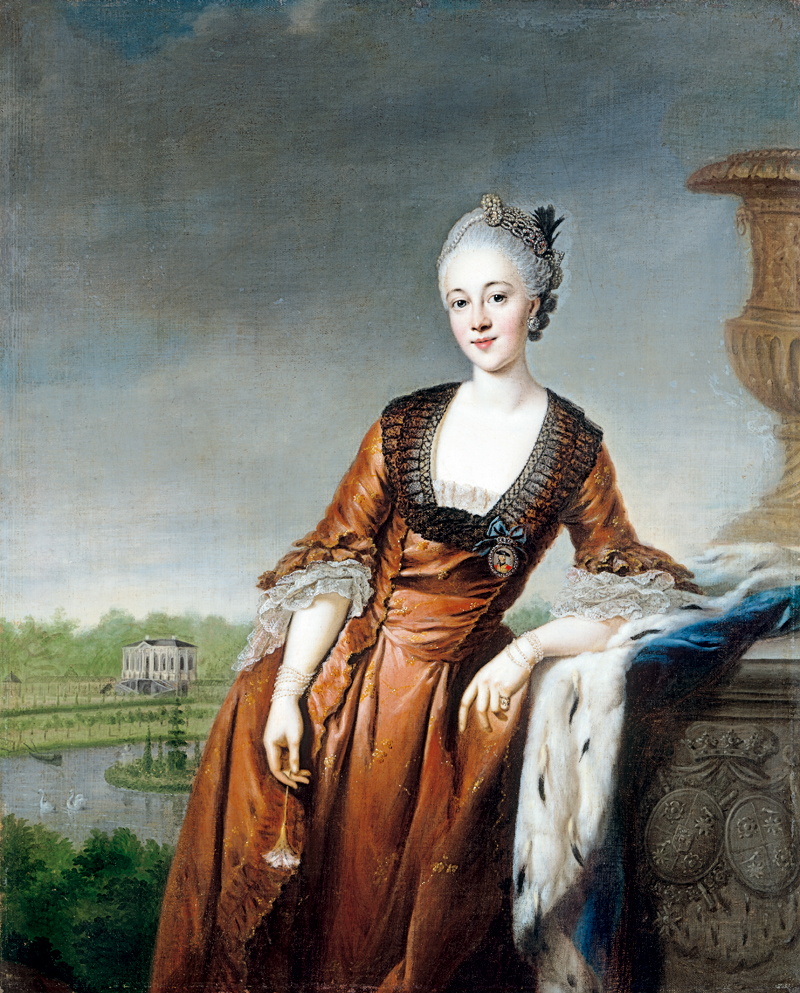
Wilhelms Ehefrau Marie Barbara Eleonore zur Lippe-Biesterfeld

Nach dem Angriff Frankreichs und Spaniens auf Portugal (1761) trug der leitende Minister Portugals, der große Reformer Marquês de Pombal, Wilhelm den Oberbefehl der verbündeten britischen und portugiesischen Truppen an. Wilhelm folgte dem Ruf 1762 und wehrte im noch heute in Portugal so genannten „Fantastischen Krieg“ (Guerra Fantástica) einen spanischen Invasionsversuch ab, was die portugiesische Unabhängigkeit bewahrte. Er gründete eine Kriegs- und Artillerieschule und reformierte das portugiesische Heer. Außerdem ließ er das Fort Nossa Senhora da Graça im Stile Vaubans bei Elvas anlegen, das der König ihm zu Ehren „Fort Lippe“ nannte. Vorbild war die Festung Wilhelmstein im Steinhuder Meer. Als Dank für seine Hilfe erhielt er mehrere goldene Miniatur-Kanonen, von denen noch heute Exemplare auf dem Wilhelmstein und auf Schloss Bückeburg ausgestellt werden. Da der Krieg noch 1762 durch den Vertrag von Fontainebleau beendet worden war, kehrte er 1764 nach Deutschland zurück. In Anerkennung seiner überragenden militärischen Führungskunst und seiner Verdienste als Kommandeur der britischen Truppen in Portugal wurde er von der britischen Krone zum britischen Feldmarschall ernannt.
Zu seinen Ehren wurde mit Dekret vom 10. Mai von 1763 das portugiesische Infanterie-Regiment Nr. I nach ihm benannt. Im Gedenken an seine Leistungen hat der portugiesische Staat vor dem Mausoleum am Jagdschloss Baum am 6. Juli 1960 eine Gedenkplatte anbringen lassen.
Graf Wilhelm heiratete erst sehr spät die 20 Jahre jüngere Gräfin Marie Barbara Eleonore zur Lippe-Biesterfeld. Die einzige Tochter Wilhelms starb bereits mit drei Jahren, seine Frau zwei Jahre später. Nach diesen Schicksalsschlägen zog er sich in sein Jagdhaus Bergleben bei Wölpinghausen zurück, wo er am 10. September 1777 nunmehr kinderlos verstarb, weshalb ihm sein Vetter Philipp-Ernst zur Lippe-Alverdissen in der Regierung folgte.
Begraben wurde sein Leichnam neben dem seiner Frau und seiner Tochter in dem von ihm erbauten Mausoleum beim Jagdschloss Baum im Schaumburger Wald. An der Stelle des Jagdhauses Bergleben, in dem der Graf starb, wurde später der Wilhelmsturm errichtet. Haus Bergleben wurde abgetragen und 1790 in Bad Nenndorf als Kurapotheke wieder aufgebaut. Sein schriftlicher Nachlass befindet sich als Teil des Fürstlich Schaumburg-Lippischen Hausarchivs im Staatsarchiv Bückeburg und wurde – von Curd Ochwadt ediert – 1977 bis 1983 in drei Bänden herausgegeben.

## Der Theoretiker des Verteidigungskrieges

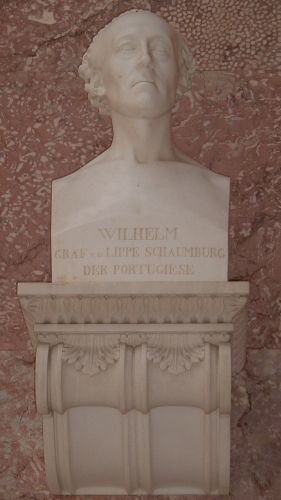
Büste von Graf Wilhelm in der Walhalla

Wilhelm entwickelte erstmals eine polemologische Theorie des reinen Verteidigungskrieges, den er aus ethischen Gründen für den einzig vertretbaren hielt: „Kein anderer als der Defensivkrieg ist rechtmäßig!“ Kernpunkt der von ihm dafür entwickelten Strategie war das Konzept der „befestigten Landschaften“ in für eindringende Heere besonders störenden Gebieten: eine Kombination von Stützpunkten, bewaffneter Landbevölkerung und im Frieden teils in der Landwirtschaft arbeitenden Soldaten.

### Bedeutung für die preußische Reformära
Von Wilhelms Ideen und Praxiserfahrungen lässt sich die Brücke zu der von Scharnhorst (und Gneisenau) gegen Napoleon betriebenen Planung eines „Volkskrieges“ und zu der Scharnhorstschen Heeresreform schlagen. Auch sein Eintreten für eine allgemeine Wehrpflicht und gegen die Prügelstrafe für Soldaten ist in diesem Zusammenhang zu sehen.

### Festungsbau für einen Kleinstaat
Als Stützpunkt für die Grafschaft ließ Wilhelm auf einer künstlichen Insel im Steinhuder Meer die für damalige Mittel außerordentlich schwer zu nehmende, also eine mehrfach größere Streitmacht bindende – bzw. ihren Nachschub empfindlich störende – Festung Wilhelmstein anlegen. Er hatte das politische Ziel, den kleinen Staat nur schwer komplett eroberbar zu machen, und damit Schaumburg-Lippe zu einem wertvollen Bündnispartner auch sehr viel mächtigerer Staaten, zumal des Kurfürstentums Braunschweig-Lüneburg (Kurhannovers) und des Königreich Preußens. Es sollte damit vor einem reinen Satellitenstatus bewahrt werden.
In der Tat konnte 1787 bei der von Hessen-Kassel versuchten Okkupation des Landes der Wilhelmstein von schaumburg-lippischen Truppen gegen die hessischen gehalten werden. Damit wurde die notwendige Zeit für einen Rechtsstreit gewonnen, bei dem die Herrscher von Hannover und Preußen sich erfolgreich für die weitere Selbstständigkeit Schaumburg-Lippes einsetzten, die faktisch erst 1946 endete.

## Als Landesherr

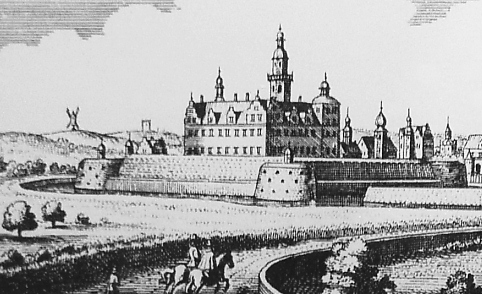
Schloss Bückeburg (um 1654)

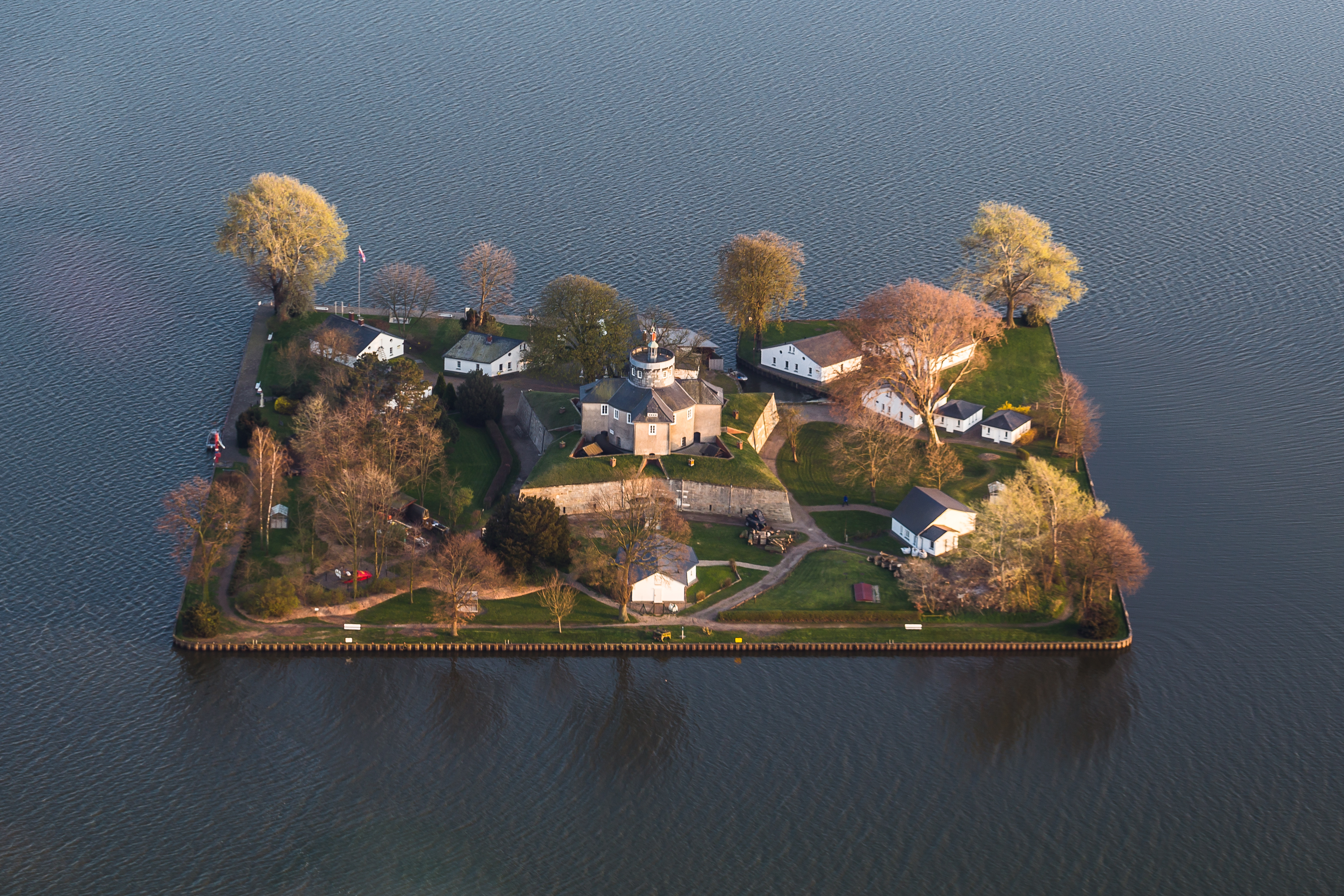
Die auf Graf Wilhelms Befehl erbaute Inselfestung Wilhelmstein

Um seine Grafschaft erwarb Wilhelm sich große Verdienste – durch die Förderung von Gewerbe und Ackerbau, durch Gründungen von Webereien, Spinnereien, Ziegeleien, sowie der Schokoladenfabrik in Steinhude, dem Eisenhammer und der Papiermühle an der Arensburg und der Gießerei in Bückeburg. Auch gründete er neue Siedlungen und warb neue Siedler mit Abgabenfreiheit, kostenlosem Häuserbau oder freiem Saatgut. Zur Förderung der Landwirtschaft wurden die meisten Frondienste auf den landesherrlichen Domänen abgestellt, Landesvisitationen durchgeführt und vorbildliche Landwirte ausgezeichnet. Die Abschaffung der Frondienste wurde von Christian Friedrich Westfeld vorbereitet und geleitet. Wilhelm bemühte sich, bedeutende Personen an seinen Hof zu berufen, unter anderen Thomas Abbt, Johann Christoph Friedrich Bach und Johann Gottfried Herder.
Ebenso führte er eine Militärreform durch. Dabei schaffte er die Prügelstrafe ab und führte mit der Landmiliz eine Art Wehrpflicht ein. 1767 gründete er eine Kriegsschule für Artillerie und Geniewesen, die großen Ruf erlangte, und richtete sie auf der kleinen Inselfestung Wilhelmstein im Steinhuder Meer ein. Der bekannteste Absolvent war Gerhard von Scharnhorst. Dort wurde auch 1762 in Wilhelms Auftrag das erste Unterseeboot der Welt gebaut, das als Steinhuder Hecht bekannt wurde.
Wilhelm unterhielt ein für ein kleines Land überdurchschnittlich großes stehendes Heer von bis zu 1000 Soldaten, was hohe finanzielle Belastungen zur Folge hatte, die im Land  zu innenpolitische Spannungen führten. Auch der kostspielige Festungsbau im Steinhuder Meer belastete die Untertanen. Herder, von 1771 bis 1776 bei Wilhelm als Konsistorialrat und Hofprediger angestellt, klagte 1772 über den Grafen, die eigene Position und die Zustände in der Grafschaft seiner Verlobte Karoline Flachsland: „Ein edler Herr, aber äußerst verwöhnt! ein großer Herr, aber für sein Land zu groß, ein philosophischer Geist, unter dessen Philosophie ich erliege […] – im Lande ist für mich nichts zu thun. Ein Pastor ohne Gemein(d)e! ein Patron der Schulen ohne Schulen!“ Und: „Einen Mittelstand gibts hier nicht. Als Republik betrachtet ein Häufchen äußerst verdorbener und der größten, größten Zahl nach armer und elender Menschen, in einem so glücklichen Lande. Möchte uns der liebe Gott nicht so überflüssig viel und gutes Brot wachsen lassen, so konnten wir von Soldaten und befestigten Inseln leben.“ Nach dem Tod des Grafen wurde das Wilhelmsteiner Feld abgebaut und die Truppen wurden stark reduziert. Die Festung Wilhelmstein wurde zu einem Gefängnis umfunktioniert.

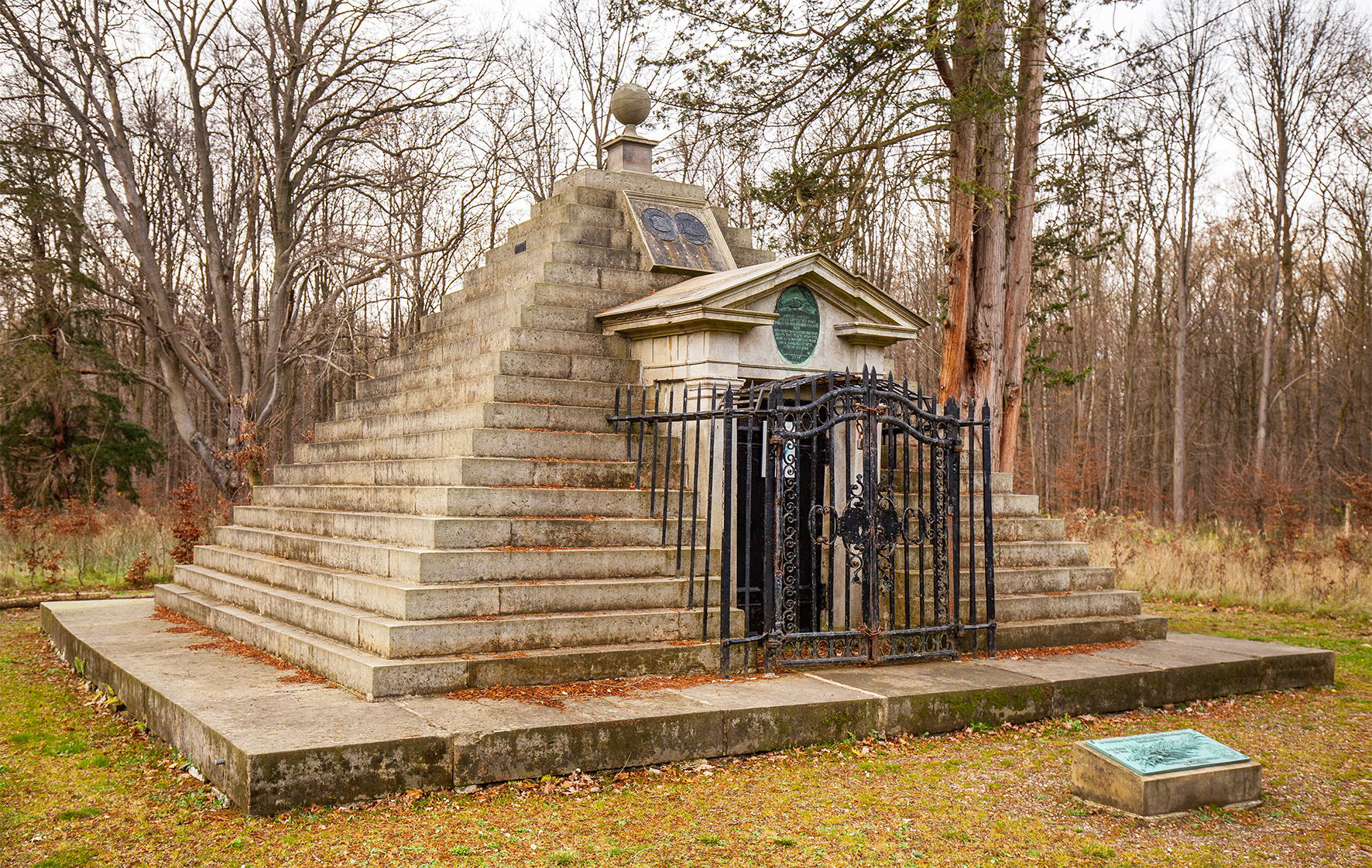
Das Mausoleum von Graf Wilhelm im Schaumburger Wald

## Titel
1770 führte Wilhelm folgende Titel: „Wilhelm, regierender Graf zu Schaumburg, Edler Herr und Graf zur Lippe und Sternberg etc., Ritter des königlich preußischen großen Ordens vom schwarzen Adler, Generalissimus der Armeen Seiner Allergetreuesten Majestät des Königs von Portugal und Algarbien, wie auch der Armeen Seiner Königlichen Majestät von Großbritannien und Churfürstlichen Durchlauchten zu Braunschweig-Lüneburg bestallter Generalfeldmarschall etc. etc.“

## Werkausgabe
- Schriften und Briefe. Hrsg. von Curd Ochwadt. (= Veröffentlichungen des Leibniz-Archivs; 6–8). Klostermann, Frankfurt am Main 1977–1983.
  - Bd. 1: Philosophische und politische Schriften. 1977. (Unvollständige Vorschau bei Google Bücher)
  - Bd. 2: Militärische Schriften. 1977. (Unvollständige Vorschau bei Google Bücher)
  - Bd. 3: Briefe. 1983. (Unvollständige Vorschau bei Google Bücher)